# Площадь Свободы (Тбилиси)

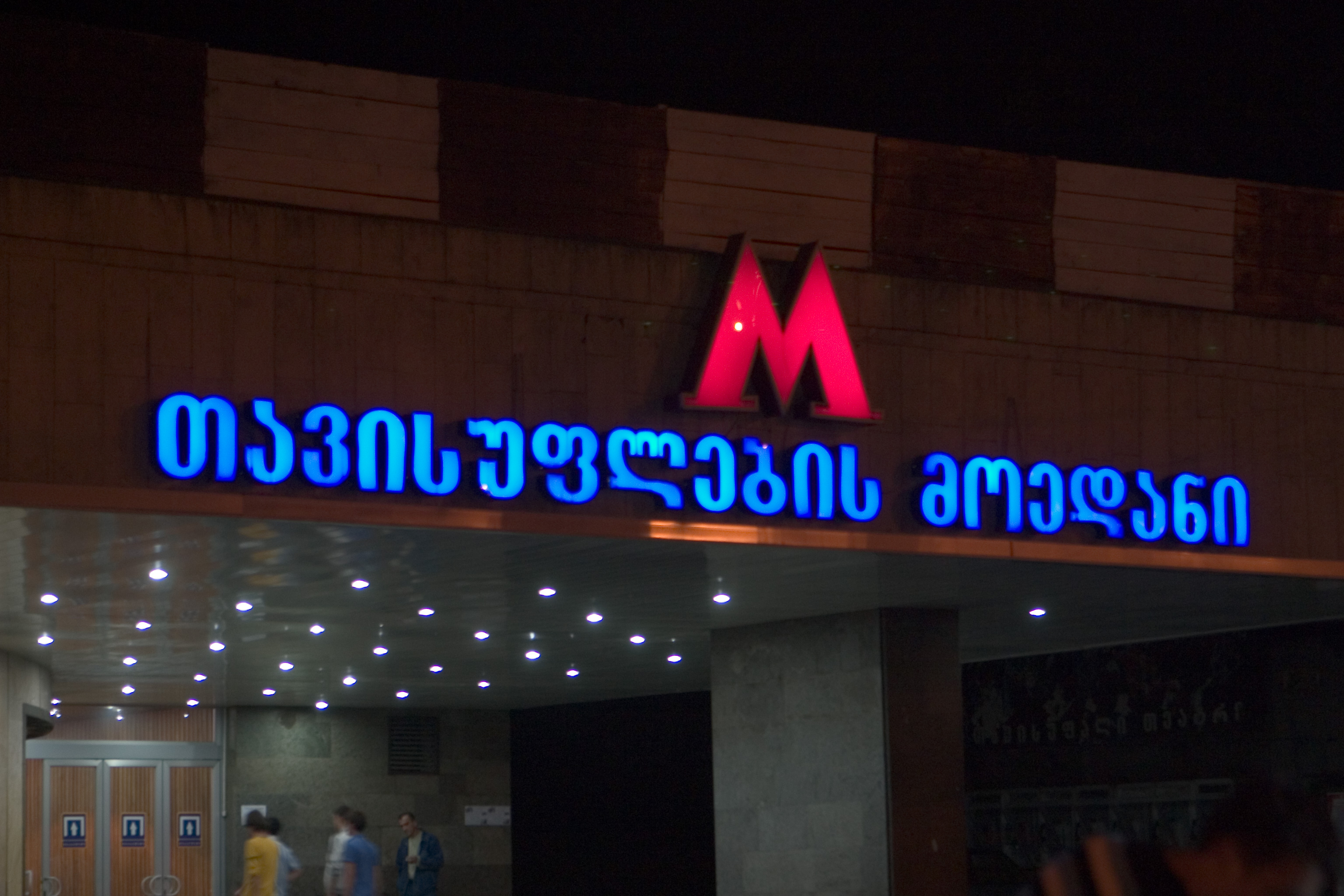
Станция метро «Площадь Свободы»

Площадь Свободы (груз. თავისუფლების მოედანი) расположена в центральной части Тбилиси, столицы Грузии.
К площади ведут проспект Руставели, улицы Пушкина, Г. Леонидзе, Г. Табидзе, Коте Абхази, Шалвы Дадиани. На площади находятся органы городской администрации Тбилиси, а также центральное отделение Банка Грузии и гостиница «Мариотт». В будущем на площади будет расположено также административное здание местного самоуправления Старого Тбилиси, строительство которого уже началось.

## История
Во времена существования городской крепости (Кала) представляла площадь перед въездом в город через Коджорские ворота.
Называлась Караван-сарай (Гостиничная площадь).
После присоединения Грузии к России застройка городской территории велась уже по утверждённым планам. Северо-западные районы Тбилиси были менее опасны при вражеских нашествиях и наметилась тенденции развития города в этом направлении. К 1824 году на площади было возведено здание штаба Кавказского корпуса, велось строительство гостиницы Зубалашвили. В 1830-е годы на площади построили здание полицейского ведомства, впоследствии это здание не раз перестраивалось.
Площадь получила название в честь побед Паскевича-Эриванского, с 1827 года и до революции она носила это название (генерала Паскевича, графа Эриванского или просто — площадь Эриванского).
В 1847—1851 годах в центре площади по проекту архитектора Дж. Скудиери были возведены театр и караван-сарай Тамамшева. Театр в 1859 году посетил путешествующий по Кавказу А. Дюма-отец, оставивший восторженные отзывы. 11 октября 1874 года театр сгорел и более не восстанавливался.
В 1848 году остатки крепостной стены разобраны. На освободившейся территории в 1901—1902 годах было возведено здание Тифлисского пассажа (архитектор А. Шимкевич).
В 1880-х годах площадь была замощена булыжником, находившийся здесь Сололакский (Аванаантхеви) овраг был засыпан, устроен дренаж воды. В 1884 году располагавшийся на площади базар был переведён на Верийский спуск (ныне — Улица Михаила Джавахишвили).
В советское время площадь сначала называлась Площадь Берия, затем — Площадь Ленина. В 1934 году караван-сарай на площади был снесён, на его месте построили трибуны почётных гостей, планировавшиеся как пьедестал для памятника В. И. Ленину (проект не был осуществлён). В 1938 году трибуны были перемещены на северную сторону, а в 1950-е годы снесены совсем. С площади были сняты трамвайные пути. За счет территории площади был несколько расширен примыкающий к площади Пушкинский сквер.
В 1956 году на площади был установлен памятник Ленину (скульптор В. Топуридзе, архитекторы Ш. Кавлашвили, Г. Мелкадзе, Г. Хечумов, К. Чхеидзе). Общая высота монумента была 18,5 м, высота фигуры — 7,5 м. 28 августа 1990 года памятник был демонтирован.
Площадь неоднократно становилась местом массовых выступлений, в частности, во время революции роз, а также в советское время — за независимость Грузии от СССР. В 2005 году площадь была местом празднования 60-й годовщины окончания Второй мировой войны, в связи с чем там собрались около 100000 человек, перед которыми выступили президент США Джордж Буш и президент Грузии Михаил Саакашвили.
23 ноября 2006 года открыт созданный Зурабом Церетели Памятник Свободы — монумент, на котором изображён святой Георгий, убивающий дракона.